# Guetim
Guetim é uma povoação portuguesa do Município de Espinho que foi sede da extinta Freguesia de Guetim, freguesia que tinha 1,95 km² de área e 1 403 habitantes (2011), e, por isso, uma densidade populacional de 719,5 hab/km².
A Freguesia de Guetim foi extinta em 2013, no âmbito de uma reforma administrativa nacional, para, em conjunto com a Freguesia de Anta formar uma nova freguesia denominada União das Freguesias de Anta e Guetim com a sede em Anta.

## História
Segundo o historiador Pe. Miguel Augusto de Oliveira, a etimologia da palavra Guetim, teve origem na fauna que em tempos remotos habitava estes lugares, os gatos bravos. Já Joseph Piel, advoga que a palavra Guetim era oriunda de Wît, que é o mesmo que dizer: "castigo dado em tribunal".
Guetim remonta à antiguidade. Já era conhecida no tempo do Governo do Conde D. Henrique, desde a reconquista Asturo-Leoneza.
Geijim é referido em 1025 e 1082, in uilla eccliosiole, num documento do rei D. Dinis.
O topónimo oferece ainda as seguintes grafias ao longo dos séculos: Getym, Gitim, Gitji, Quetini e Quetin.

## População
| População da freguesia de Guetim (1864 – 2011) | População da freguesia de Guetim (1864 – 2011) | População da freguesia de Guetim (1864 – 2011) | População da freguesia de Guetim (1864 – 2011) | População da freguesia de Guetim (1864 – 2011) | População da freguesia de Guetim (1864 – 2011) | População da freguesia de Guetim (1864 – 2011) | População da freguesia de Guetim (1864 – 2011) | População da freguesia de Guetim (1864 – 2011) | População da freguesia de Guetim (1864 – 2011) | População da freguesia de Guetim (1864 – 2011) | População da freguesia de Guetim (1864 – 2011) | População da freguesia de Guetim (1864 – 2011) | População da freguesia de Guetim (1864 – 2011) | População da freguesia de Guetim (1864 – 2011) |
| ---------------------------------------------- | ---------------------------------------------- | ---------------------------------------------- | ---------------------------------------------- | ---------------------------------------------- | ---------------------------------------------- | ---------------------------------------------- | ---------------------------------------------- | ---------------------------------------------- | ---------------------------------------------- | ---------------------------------------------- | ---------------------------------------------- | ---------------------------------------------- | ---------------------------------------------- | ---------------------------------------------- |
| 1864                                           | 1878                                           | 1890                                           | 1900                                           | 1911                                           | 1920                                           | 1930                                           | 1940                                           | 1950                                           | 1960                                           | 1970                                           | 1981                                           | 1991                                           | 2001                                           | 2011                                           |
| 383                                            | 472                                            | 619                                            | 613                                            | 723                                            | 693                                            | 829                                            | 923                                            | 998                                            | 1.097                                          | 1.201                                          | 1.347                                          | 1.542                                          | 1.532                                          | 1.403                                          |

Nos anos de 1864 a 1920 fazia parte do concelho de Vila Nova de Gaia, distrito do Porto, sendo transferida para o de Espinho (atual município), distrito de Aveiro, pelo decreto nº 12.457, de 11 de outubro de 1926.

## Património
- Parque da Gruta da Lomba
- Cruzeiro
- Igreja matriz